# La bellezza del somaro
La bellezza del somaro è un film del 2010 diretto da Sergio Castellitto.
La pellicola ha per protagonisti lo stesso regista Castellitto assieme a Laura Morante, Marco Giallini, Barbora Bobuľová e ai cantanti Enzo Jannacci e Lola Ponce.
Il film racconta l'incontro di due genitori con il maturo fidanzato della figlia adolescente; la rivelazione non è altro che il pretesto per un incontro-scontro generazionale, in cui i rancori e i dissapori familiari vengono lentamente a galla in chiave ironica.

## Trama
Marcello, architetto di successo, è sposato con Marina, psicoanalista, con cui ha una figlia, Rosa. Marito non irreprensibile, Marcello ha una relazione extraconiugale con una giovane ragazza spagnola, Gladys. A casa dei Sinibaldi lavora come colf Cornelia, rumena laureata in ingegneria. Valentino e Duccio sono i due più cari amici di Marcello; Aldo e Luca sono invece i loro rispettivi figli, i quali fanno entrambi il filo a Rosa. Tutti loro, insieme alla moglie di Valentino, Raimonda (madre di Aldo), e la ex moglie di Duccio, Delfina (madre di Luca), si ritrovano per festeggiare il compleanno di Marcello, in un'atmosfera dove tuttavia conflitti e tensioni che covano da anni sono pronti a scoppiare.
Per un successivo weekend di festa, tutta la combriccola compresi anche due pazienti di Marina, Ettore Maria e Lory, nonché la madre della donna si ritrovano in Toscana, nel casolare di campagna di Marcello. I genitori sono in attesa che Rosa, diciassettenne ribelle, presenti loro il suo nuovo fidanzato; la madre, la quale l'ha pedinata a scuola, crede essere un coetaneo, ma la sorpresa è a dir poco scioccante quando si scopre trattarsi di Armando, un arzillo settantenne.

## Produzione
La sceneggiatura è stata scritta da Castellitto assieme alla moglie Margaret Mazzantini. Le riprese sono iniziate il 5 settembre 2009 e sono proseguite per 8 settimane tra Roma e la Toscana. La pellicola è uscita nelle sale cinematografiche il 17 dicembre 2010.

## Colonna sonora
Le musiche originali sono scritte e arrangiate da Arturo Annecchino.
- Tango 1 (2:06) Arturo Annecchino
- Dreams (4:31) The Cranberries
- Tema Armando (2:28) Arturo Annecchino
- Visioni (2:29) Arturo Annecchino
- Just Now (4:29) Michel Camilo
- Night Life (2001 Digital Remaster) (2:29) Willie Nelson
- Canzone (3:54) Arturo Annecchino
- Una Miniera (4:02) New Trolls Atomic System
- Duetto (2:35) Arturo Annecchino
- Saluti (3:59) Arturo Annecchino
- P.I.M.P. (4:10) 50 Cent
- Scherzo(0:57) Arturo Annecchino
- Midnight Piano Ladue (4:08) Arturo Annecchino
- On The Road (2:14) Arturo Annecchino
- Get Yourself Another Fool (4:05) Sam Cooke
- Trilogy (5:24) Michel Camilo
- Lazy Moon (7:30) Gianluca Petrella
- Tango 2 (2:02) Arturo Annecchino
- Midnight Piano Laquattro (6:42) Arturo Annecchino

## Riconoscimenti
- 2011 – David di Donatello
  - Candidatura per la migliore attrice non protagonista a Barbora Bobuľová

## Citazioni e riferimenti
- Nella libreria del casolare di Marcello e Marina si nota la presenza del romanzo Venuto al mondo di Margaret Mazzantini, moglie di Sergio Castellitto e sceneggiatrice del film.
- Durante una scena del film Ettore Maria sta guardando alla televisione Il settimo sigillo di Ingmar Bergman; la scena presente mostra la Morte che incontra Antonius.